# Den Serbisk Ortodokse Kirke i Danmark
Den Serbisk Ortodokse kirke i Danmark er et sogn i den nationale Serbisk Ortodokse Kirke, og tilhører det britisk-skandinaviske stift, hvis hovedsæde ligger i Stockholm.[kilde mangler]
Kirken betjenes i Danmark af én præst, der rejser rundt i landet og afholder regelmæssige gudstjenester i bl.a. København, Odense og Silkeborg.
Hele Danmark betragtes som ét sogn under navnet Stormartyr Den Hellige Georgs Sogn.[kilde mangler]